# King John’s Castle
King John’s Castle (irl.Caisleán Rí Eoin) – zamek w Carlingford w hrabstwie Louth w Irlandii.
Został wybudowany na przełomie XI i XII wieku przez normandzkiego rycerza Hugh de Lacy. Król Jan bez Ziemi spędził tutaj kilka dni w 1210 roku w drodze na bitwę z Hughiem de Lacym pod zamkiem w Carrickfergus w hrabstwie Antrim.
W latach 50. XX wieku podjęto się prac konserwatorskich na zamku. Jest zamknięty dla zwiedzających.